# Gustav H. Franke
Gustav Henry Franke (* 7. September 1888 in Manning, Iowa; † 19. März 1953 in Washington, D.C.) war ein Generalmajor der United States Army. Er war unter anderem Kommandeur der 81. Infanteriedivision.
Gustav Franke war ein Sohn von Gustav Henry Franke Sr. (1852–1908) und dessen Frau Dorothea Pevestor (1850–1911). In den Jahren 1907 bis 1911 besuchte er die United States Military Academy in West Point. Nach seiner Graduation wurde er als Leutnant der Feldartillerie zugeteilt. In der Armee durchlief er anschließend alle Offiziersränge vom Leutnant bis zum Zwei-Sterne-General. In seinen jüngeren Jahren absolvierte er den für Offiziere in den niederen Rangstufen üblichen Dienst in unterschiedlichen Einheiten und Standorten. Dazu gehörten auch Aufgaben als Stabsoffizier in verschiedenen Hauptquartieren. Während des Ersten Weltkriegs war er mit den American Expeditionary Forces auf dem europäischen Kriegsschauplatz eingesetzt.
Nach dem Krieg setzte er seine Offizierslaufbahn fort. Zwischen 1931 und 1936 war er Dozent am Alabama Polytechnic Institute. Anschließend studierte er bis 1937 am United States Army War College. Danach kommandierte er zwischen August 1937 und Mai 1940 das 1. Bataillon des 2. Feldartillerieregiments. In den folgenden Monaten bis zum Januar 1941 war er Stabsoffizier bei der Artillerie der 9. Infanteriedivision. Es folgte eine Versetzung nach Fort Bragg, dem heutigen Fort Liberty in North Carolina. Dort war er zunächst Stabsoffizier bei der Stützpunktkommandantur, danach kommandierte er dort die Artillerie des Field Artillery Replacement Training Centers.
Im August 1941 übernahm Gustav Franke das Kommando über die Artillerie der 6. Infanteriedivision. Diesen Posten bekleidete er bis zum März 1942. In diese Zeit fiel der Eintritt der Vereinigten Staaten in den Zweiten Weltkrieg. Diese Division nahm damals noch nicht am Kriegsgeschehen teil. Zwischen Juni und August 1942 kommandierte Franke die gerade neu aufgestellte 81. Infanteriedivision, die ebenfalls noch nicht im Kriegseinsatz war. Aufgrund einer Erkrankung musste er dieses Kommando vorzeitig abgeben. Nach einem Genesungsurlaub wurde Gustav Franke dem Stab des Kriegsministeriums zugeteilt. Am 31. Dezember 1943 ging er in den Ruhestand.
Der seit 1912 mit Mildred D. McKee (1892–1976) verheiratete Offizier starb am 19. März 1953 und fand seine letzte Ruhestätte auf dem Friedhof der Militärakademie in West Point.